# OMV

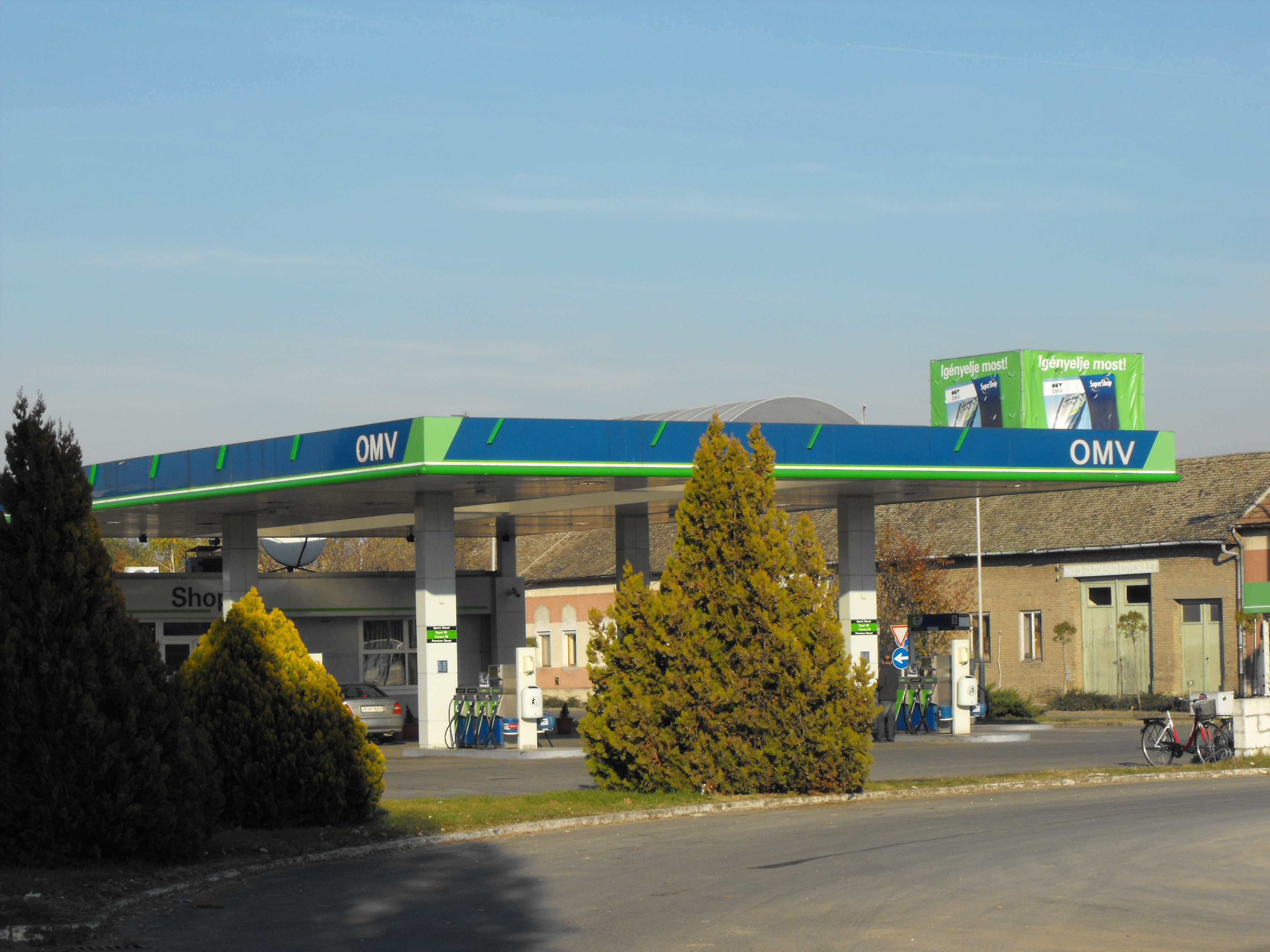
OMV töltőllomás Makó belvárosában, a Csanád vezér téren

Az Österreichische Mineralölverwaltung Aktiengesellschaft (magyarul: Osztrák Ásványolajkezelő Részvénytársaság, röviden OMV AG [o-em-fau], 1995-ig ÖMV AG [ö-em-fau]) egy ausztriai központú olaj- és gázipari konszern, Ausztria és egyben Közép-Európa legnagyobb forgalmú olajipari társasága. Az OMV mintegy 20 700 munkavállalót foglalkoztat és több mint 2 000 töltőállomást üzemeltet 10 országban. A vállalat 1990-ben lépett a magyar piacra, ahol 197 töltőállomást üzemeltet, valamint 15 százalékos piaci részesedéssel bír. Magyarországi töltőállomás-hálózatában hozzávetőleg 1700-an dolgoznak. Alaptevékenysége mellett a hazai sport támogatója, így szponzoráltjai közé tartozik Michelisz Norbert autóversenyző, a Győri Audi ETO KC, a Telekom Veszprém, valamint a magyar vízilabda utánpótlás-válogatott. 2007-ben a vállalat azzal keltette fel magára a magyar közvélemény figyelmét, hogy nagymértékben növelte részesedését a MOL-ban, amit utóbb a magyar olajtársaság vezetősége és a magyar kormány is ellenséges lépésnek minősített.

## Tevékenység

### OMV Aktiengesellschaft
Az OMV kitermelési és kereskedelmi tevékenysége magában foglalja a kőolaj- és földgáztermékeket, az innovatív energiatermelést, illetve a petrokémiai megoldásokat. A vállalat Upstream üzletága erős alapokkal rendelkezik Romániában és Ausztriában, valamint a Közép-Kelet Európai főrégióban, amit egy további nemzetközi portfólió egészít ki Oroszországban, az Északi-tengeren, a Közel-Keleten és Afrikában. A vállalat Upstream üzletágának napi termelése mintegy 427 000 hordó olajekvivalens volt 2018-ban. A Downstream-üzletágban az OMV három finomítót üzemeltet, melyekkel finomítói kapacitása évi 17,8 millió tonna. Az OMV gázvezeték-hálózatot működtet Ausztriában (Gas Connect Austria GmbH), és gáztározókat tart fenn Ausztriában és Németországban. 2025-ig a vállalat 500 millió euró értékben fektet be innovatív energetikai megoldásokba.
Az OMV töltőállomások többfunkciós szolgáltató központokként működnek. Az üzemanyagokon, kenőanyagon és autómosó szolgáltatáson túl 115 OMV-VIVA töltőállomáson Fair Trade kávét, élelmiszereket, frissítőket és egyéb kiegészítő szolgáltatásokat kínál. Az OMV hálózatában 85, SPAR express-koncepció szerint átalakított shop működik.

## Finomítók[2]

### Schwechat

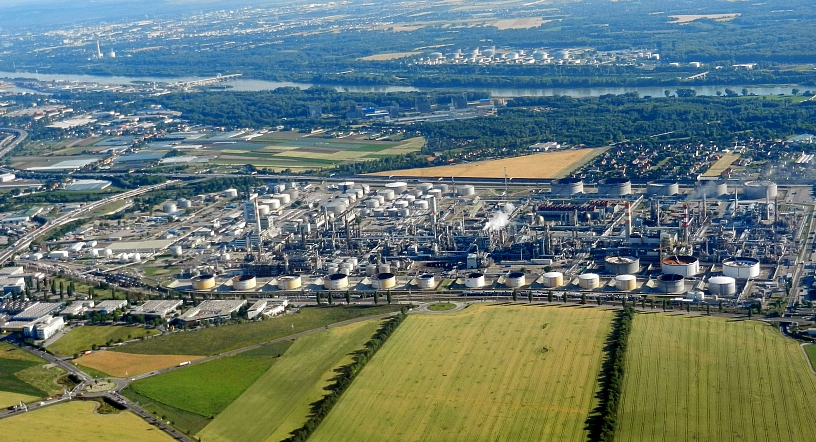
Az Ausztriában használt ásványolaj alapú termékek csaknem fele a csúcstechnológiát használó schwechati gyáregységből kerül ki.

A vállalat három finomítója közül a schwechati a legnagyobb kapacitású, és egyben a legrégebb is. A központok közül a Bécs melletti üzem alapterülete a legnagyobb, összesen 1,4 négyzetkilométeren terül el (összehasonlításul, a Monacói Hercegség 2 négyzetkilométeren fekszik). Az üzemet 1958-ban nyitották meg, ami ma Európa legnagyobb és legmodernebb finomítóinak egyike. Az Ausztriában használt ásványolaj alapú termékek csaknem fele a schwechati gyáregységből kerül ki. A feldolgozott nyersanyagnak pedig mintegy 9 százaléka osztrák területekről érkezik be. A központ jelenleg éves szinten 9,6 millió tonna nyersolaj feldolgozására képes. A finomító nyersanyaggal történő ellátásában meghatározó szerep hárul a Triesztből induló Karintián át Bécsig húzódó csővezeték-szakaszra. A feldolgozott termékek jelentős része, csaknem harmada szintén vezetékeken távozik az üzemből, jellemzően a Duna másik partján található lobaui, vagy a St. valentini, grazi, esetleg a lustenaui tanktelepre kerülnek. Innen szállítják tovább azokat a megrendelő országok piacaira. Ez a forgalomnak csaknem harmadát teszi ki, közúton a szállítások 38 százalékát, vasúton 23 százalékát, míg hajókon 7 százalékát bonyolítják. A környék 42 000 háztartása és a schwechati nemzetközi repülőtér is a finomító által biztosított távfűtésre támaszkodik.

#### Ploiesti
A Ploiestiben lévő Petrobrazi olajfinomítót az OMV 51 százalékos érdekeltségében lévő OMV Petrom működteti. Utóbbi vállalat jelenleg az egyik legjelentősebb és legnagyobb olaj- és gáztermelő Dél-Kelet-Európában, amely a Petrobrazi révén a régió meghatározó finomítói kapacitásával is rendelkezik. A Petrobrazi Finomítóban évente 4,5 millió tonna nyersolajat lehet feldolgozni üzemanyaggá.

##### Burghausen
A burghausen-i finomító 1987 óta tartozik az OMV vállalatcsoporthoz. A németországi központban – számos más terület mellett – az úgynevezett középpárlatokra fókuszálnak. A központ éves nyersolaj-feldolgozó kapacitása jelenleg 3,7 millió tonna.

## Különleges üzemanyagok[3]

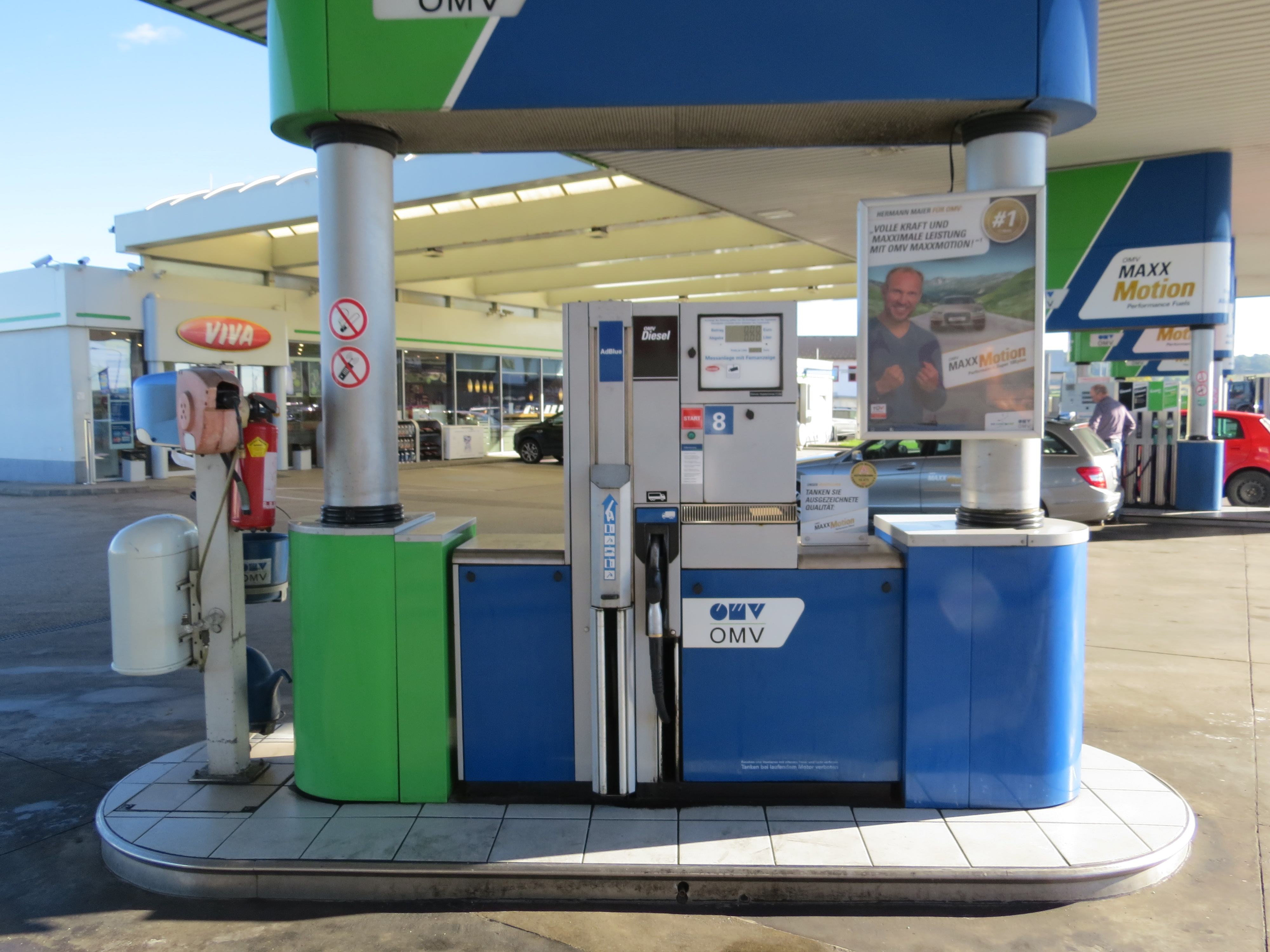
A hagyományos üzemanyagokhoz képest a prémium termékek jobb égési tulajdonságokkal rendelkeznek, ami a motorélettartam meghosszabbodásával járhat.

A társaság üzemeiben nyersolaj és félkész termékek feldolgozása, fűtőolaj, petrokémiai termékek, vagyis etilén, valamint propilén és bitumen, illetve üzemanyagok előállítása zajlik. Utóbbi kategóriába tartozik a MaxxMotion üzemanyag-család. Ennek a terméknek a megalkotásakor kifejezetten célirányosan zajlott a fejlesztés, melynek során az autógyárak igényeit vették figyelembe, azok mérnökeivel együttműködve. Egyértelmű szándék volt az, hogy a lehető legjobb égési tulajdonságokat és jellemzőket érjék el a kutatók úgy, hogy a motorok maximális teljesítmény leadása az élettartam meghosszabbodásával járjon. 
Ennek érdekében egy speciális bázis üzemanyagot használtak, amihez különleges komponenseket adnak hozzá. Az OMV MaxxMotion benzinek olyan adalékanyagot tartalmaznak, amelyek mérséklik a súrlódást a dugattyúgyűrű és a henger között. Ennek nem csak a versenysportban vannak előnyei, hanem a hétköznapi autózás során is, hiszen ez alacsonyabb fogyasztást eredményez. Ez az üzemanyag olyan ellenálló kopogásgátló összetevőket tartalmaz, amely az optimális égési hatékonysághoz járul hozzá. A prémium termék minőségét szemlélteti, hogy az Amerikai, a Japán és az Európai Autógyártók Szövetsége által jegyzett Nemzetközi Üzemanyag Karta (WWFC) a legmagasabb, 5. kategóriába sorolta az OMV MaxxMotion 100plus-t. Ebben a kategóriába a referenciapontot jelentő üzemanyagokat listázzák.
Az OMV MaxxMotion Diesel hasonló karakterisztikát kapott. Az üzemanyag cetánszáma 55 (ez az öngyulladási hajlam mértékét jelzi egy 100-as skálán; mindez az üzemanyag kémiai összetételétől függ), ami a szabvány diesel üzemanyagokénál magasabb. A mutató ebben a szegmensben kifejezetten fontos, ami összességében a motor égési folyamatának minőségét jellemzi. Amennyiben ez hatékony, akkor jelentősen csökkenti a motor a károsanyag-kibocsátását, illetve zajszintjét. A prémium üzemanyagcsalád a kifejezetten hideg napokon való autózást is biztonságosabbá teszi, hiszen az OMV MaxxMotion Diesel esetében a motorok -40 °C-ig károsodás nélkül használhatók.

## OMV Reoil kísérleti üzem[4]
A vállalat schwechati finomítójának területén tavaly elindítottak egy kísérleti projektet, amelynek keretében műanyag hulladékot gyűjtenek vissza, majd alakítanak át szintetikus olajjá. A gyáregység óránként 100 kilogramm hulladékot képes feldolgozni, amelyből megközelítőleg 100 liter szintetikus nyersolajat képes előállítani. A projekt megvalósításához az OMV együttműködést kötött Európa egyik legnagyobb poliolefin gyártójával, a szintén bécsi központú Borealis AG-vel. A két vállalat így vezető szereplővé vált a petrolkémia és a műanyagipar ezen területén, és hozzájárul az ENSZ által megfogalmazott fenntartható globális fejlődési célok eléréséhez. 
A szintetikus nyersolaj műanyagokból való kinyeréséhez számos problémát kellett megoldani. Többek között úgy kell 400 °C fok fölé hevíteni a visszagyűjtött hulladékot, hogy az újrafeldolgozás számára értékes hosszú láncú molekulák ne menjenek tönkre. Ezt a folyamatot a kutatások során fellelt különféle oldószerek használatával támogatják, amelyek abban is segítenek, hogy a hevítést stabilan moderálják a mérnökök.
Az OMV Reoil üzem az Austrian Airlines légitársasággal is együttműködik. Ennek keretében elsősorban az utasok által használt eldobható poharakat gyűjtik vissza. Ezek tisztítás és osztályozás után a Schwechatra kerülnek, ahol végül szintetikus nyersanyagot készítenek belőlük. Az így nyert alapanyagot a vállalat helyi finomítójában dolgozzák fel, és készítenek belőle üzemanyagot, vagy olyan terméket, amely a műanyagipar számára ismét hasznosítható. 

## Kezdetek
Az Österreichischen Mineralölverwaltung AG-t 1956-ban alapították osztrák állami vállalatként. 1960-ban indította be a schwechati olajfinomítót. 1968-ban megkötötte az első gázszállításról szóló szerződést az akkori Szovjetunióval, az 1970-es években pedig kiépítette ausztriai gázvezetékhálózatát. 1987-ben megvásárolta a burghauseni finomítót és ugyanebben az évben megkezdődött a vállalat privatizációja: ekkor a törzstőke 15%-át, 1989-ben további 10%-át, 1996-ban újabb 15%-át vitte tőzsdére.

### 1990-es évek
A finomítás mellett addig csak olaj- és gáznagykereskedelemmel foglalkozó társaság 1990-ben nyitotta meg első benzinkútját Ausztriában és már 1991-ben megkezdte a nemzetközi benzinkúthálózat kiépítését magyar-, német-, olaszországi és csehszlovákiai töltőállomások nyitásával. 1995-ben a cég rövid nevét ÖMV-ról OMV-ra változtatta (az ékezetes nevek nem előnyösek a nemzetközi üzleti világban). Az 1989-ben megvásárolt PCD Polymer GmbH-t 1998-ban eladja a Borealis Group-nak, utóbbiban 25%-os részesedést szerez. Az ezredforduló környékén tovább terjeszkedik Délkelet-Európa irányába: 1999-ben indítja be első romániai és bulgáriai benzinkútjait. 2000 áprilisában a SuperShop program egyik alapító tagja.

### 2000 után
2001-ben a gázüzletág önállósításával létrehozza az OMV Erdgas GmbH-t, a következő évben megnyitja első kútjait Szerbia-Montenegróban. 2003-ban átveszi a BP 313 és az Avanti 139 közép-európai töltőállomását. 2004-ben történt meg a holdinggá szervezés, egyúttal tőkét emeltek és részvényre váltható kötvényt bocsátott ki, így először csökkent 50% alá az állam és a pénzügyi alapok részesedése a társaságban. Ma a részvények 31% van állami tulajdonban, 17%-a pénzügyi alapoknál van, és 52% forog szabadon.

## A Petrom felvásárlása
Az 1990-es évek az agresszív terjeszkedés időszakaként vonultak be az energiaipari cégek történetébe, különös tekintettel a régióban kiemelkedő üzleti eseményekre, mint például a romániai Petrom nemzeti olajtársaság privatizációja. Ez az ügylet jelentős mérföldkő volt, mivel a Petrom a legnagyobb olajipari cég volt, amely egy (leendő) EU-tag országban került eladásra. A privatizáció során komoly versenyfutás alakult ki az eladó részvénypakett birtoklásáért, ami jelzi a regionális energiaiparban végbemenő jelentős változásokat.
A Petrom privatizációja nem csak egy egyszerű üzleti tranzakciót jelentett, hanem tükrözte a kelet-európai gazdaságokban végbemenő átalakulást és az EU integrációs folyamatokat. Ezen felül a tranzakció mélyreható hatást gyakorolt a román gazdaság és a szélesebb regionális energiaipar fejlődésére. A megváltozott tulajdonosi struktúra új befektetéseket és technológiákat hozott a céghez, amelyek jelentős mértékben növelték annak hatékonyságát és versenyképességét az európai és globális piacon.
Az 1990-es években megfigyelhető vállalati terjeszkedések jellemzően az átmeneti gazdaságok privatizációs folyamatainak keretében zajlottak, amelyek során számos korábban állami tulajdonban lévő vállalat került magánkézbe. Ezek a tranzakciók gyakran vonzottak magukhoz nemzetközi befektetőket, akik új kapcsolatokat és erőforrásokat hoztak a régió gazdasági életébe. A Petrom esetében is hasonló folyamatok figyelhetők meg, hiszen a privatizáció révén a vállalat kapcsolódott a globális piacokhoz, és javultak annak exportlehetőségei, miközben modernizálódott az üzemanyag-ellátási lánc és a kitermelési technológiák.

## A MOL felvásárlása
Az OMV 2000-ben szerezte meg első, 10%-os részesedését a MOL-ban. 2007 áprilisában a magyar állam feladta utolsó arany-részvényét, amely birtokosát vétójoggal ruházta fel. Ezután kezdte meg Megdet Rahimkulov a MOL-részvények felvásárlását, majd annak egy részét eladta az OMV-nak, amely június 25-én jelentette be, hogy részesedését 18,6%-ra növelte a MOL-ban. Június 28-án az osztrák Bank Austria Creditanstalt is bejelentette, hogy egy 5,94%-os pakettet vásárolt. A magyar kormány ellenséges lépésként értékelte a felvásárlást, míg az osztrák kormány a magyar álláspont iránti értetlenségét fejezte ki, és támogatja a két vállalat „kombinációjának” létrejöttét. Az osztrák fél elismerte, hogy elmulasztotta a magyar közvéleményt tájékoztatni, a kialakult ellenérzéseket intenzív reklámkampánnyal igyekszik ellensúlyozni. 2009-ben az OMV eladta 21,2%-os részesedését a MOL-ban a Surgicalneftegasnak, amelyet 2011-ben a magyar állam visszavásárolt. Jelenleg a magyar állam a MOL New Europe Alapítványon keresztül tart fenn befolyást, amely 10,49%-os részesedéssel rendelkezik.
A felvásárlási ügy hátterében valószínűleg Oroszország és a Gazprom áll. Az európai szénhidrogén-ellátás biztonságának növelése érdekében az EU diverzifikálni kívánja beszállítói bázisát, ezért a támogatásával és az OMV vezetésével egy öttagú konszern jött létre a Nabucco-gázvezeték kiépítésére, mely Oroszország megkerülésével juttatta volna el a Kaszpi-tengeri gázt Közép-Európába. Oroszországnak ez a lehetséges versenyhelyzet nem tetszett, ezért Kék Áramlat néven ellen-projektet indított, és több lépést is tett a Nabucco-terv megfúrására. Ezek közé tartozott Putyin 2006-os budapesti látogatása idején felvetett elképzelése, amely egy tízmilliárd m³-es kapacitású gáztározó és -elosztó rendszer kiépítését javasolta Magyarországon. Az ajánlat központi szereppel kecsegtette Magyarországot az európai gázelosztásban, míg a Nabuccoban (a MOL-on keresztül) csak a másodhegedűs szerep jutott volna az országnak, így a magyar kormány a Nabucco-tervtől elpártolni látszott. 2007 áprilisában azonban Putyin már Bécsben tett hasonló ajánlatot, amelyet végül egy egyezmény szentesített: Ausztria gázszállító és -tároló kapacitását integrálnák a Gazprom rendszerébe, és Baumgarten közelében Európa legnagyobb gáztározó és -elosztó rendszerét építik ki.
Az OMV a MOL-részesedés növelése után több utalást is tett, hogy szívesen látná a két cég együttműködését. A részvényvásárlással (melyet a PSZÁF is vizsgál) kész helyzet elé állította a MOL-menedzsmentjét, amely elzárkózik az együttműködéstől és a saját részvények nagyarányú felvásárlásába kezdett. Az OMV a regionális együttműködés fontosságát hangsúlyozza és a közös beruházások lehetőségével indokolja lépéseit, a MOL viszont attól tart, hogy az OMV a megszerzett infrastruktúrát végül a Gazpromnak játszaná át. Az OMV egyfelől a nyilvánosság felé barátságos együttműködést hirdet, másfelől egyértelművé tette, hogy csak akkor hajlandó együttműködni a MOL-lal, ha garantálja a társaság feletti kontroll megszerzését.